# Шелбурн-Фоллс (Массачусетс)
Шелбурн-Фоллс (англ. Shelburne Falls) — переписна місцевість (CDP) в США, в окрузі Франклін штату Массачусетс. Населення — 1719 осіб (2020).

## Географія
Шелбурн-Фоллс розташований за координатами 42°36′34″ пн. ш. 72°44′49″ зх. д. / 42.60944° пн. ш. 72.74694° зх. д. (42.609509, -72.746980).  За даними Бюро перепису населення США в 2010 році переписна місцевість мала площу 6,78 км², з яких 6,57 км² — суходіл та 0,21 км² — водойми.

## Демографія
Згідно з переписом 2010 року, у переписній місцевості мешкала 1731 особа в 826 домогосподарствах у складі 422 родин. Густота населення становила 255 осіб/км².  Було 902 помешкання (133/км²).
Расовий склад населення:
| - 95,4 % — білих - 1,6 % — азіатів - 0,3 % — чорних або афроамериканців - 0,2 % — корінних американців |

До двох чи більше рас належало 2,3 %. Частка іспаномовних становила 1,4 % від усіх жителів.
За віковим діапазоном населення розподілялося таким чином: 17,4 % — особи молодші 18 років, 64,6 % — особи у віці 18—64 років, 18,0 % — особи у віці 65 років та старші. Медіана віку мешканця становила 46,6 року. На 100 осіб жіночої статі у переписній місцевості припадало 91,1 чоловіків;  на 100 жінок у віці від 18 років та старших — 88,5 чоловіків також старших 18 років.
Середній дохід на одне домашнє господарство  становив 59 436 доларів США (медіана — 44 375), а середній дохід на одну сім'ю — 74 733 долари (медіана — 68 542). Медіана доходів становила 50 435 доларів для чоловіків та 51 484 долари для жінок. За межею бідності перебувало 12,6 % осіб, у тому числі 15,2 % дітей у віці до 18 років та 2,3 % осіб у віці 65 років та старших.
Цивільне працевлаштоване населення становило 912 осіб. Основні галузі зайнятості: освіта, охорона здоров'я та соціальна допомога — 33,8 %, виробництво — 12,1 %, роздрібна торгівля — 10,3 %, мистецтво, розваги та відпочинок — 8,7 %.